# Jean-Pierre Corval
Jean-Pierre Corval  (né le 16 janvier 1949 à Crespières) est un athlète français, spécialiste du 110 et du 400 mètres haies.

## Biographie
Licencié au Paris Université Club, il remporte deux titres de champion de France du 110 m haies, en 1969 et 1977.
Il est le meilleur performeur français en 1977 sur les haies hautes en 13 s 94 [1].
Lors de l'une des demi-finales de la Coupe d'Europe des nations disputée à Londres, les 17 et 18 juillet 1977, Jean-Pierre Corval se classe deuxième de sa discipline en 14 s 25 derrière le soviétique Perevertzev, vainqueur en 14 s 01, et devant le britannique Prince [2].
Il participe aux Jeux olympiques de 1972 (400 m haies) et 1976 (110 m haies), atteignant les demi-finales.

### Palmarès
- Championnats de France d'athlétisme :
  - 2 fois vainqueur du 110 m haies en 1969 et 1977.
  - 2e du 400 haies en 1973 [3]
- Championnats de France d'athlétisme en salle :
  - vainqueur du 60 m haies en 1976.

### Records
| Épreuve     | Performance | Lieu | Date |
| ----------- | ----------- | ---- | ---- |
| 110 m haies | 13 s 91     |      | 1976 |
| 400 m haies | 49 s 94     |      | 1972 |